# Laguna Hills
Laguna Hills is een plaats (city) in de Amerikaanse staat Californië, en valt bestuurlijk gezien onder Orange County.

## Demografie
Bij de volkstelling in 2000 werd het aantal inwoners vastgesteld op 31.178.
In 2006 is het aantal inwoners door het United States Census Bureau geschat op 32.156, een stijging van 978 (3.1%).

## Geografie
Volgens het United States Census Bureau beslaat de plaats een oppervlakte van
16,5 km², waarvan 16,4 km² land en 0,1 km² water.

## Plaatsen in de nabije omgeving
De onderstaande figuur toont nabijgelegen plaatsen in een straal van 8 km rond Laguna Hills.

## Geboren
- Linda Hanley (1960), beachvolleyballer